# 2007 في الأرجنتين
فيما يلي قوائم الأحداث التي وقعت خلال عام 2007 في الأرجنتين.

## سياسة

### تعيين في المنصب
- 10 ديسمبر – خوليو كوبوس نائب رئيس الأرجنتين [الإنجليزية]‏.
- 10 ديسمبر – كريستينا فرنانديز دي كيرشنر رئيس الأرجنتين.
- 10 ديسمبر – ماوريسيو ماكري رئيس حكومة مدينة بوينس آيرس المستقلة.
- 10 ديسمبر – نيستور كيرشنير السيدة الأولى للأرجنتين [الإنجليزية]‏.

### انتهاء فترة المنصب
- 18 يوليو – ماوريسيو ماكري عضو مجلس النواب في الأرجنتين.
- 10 ديسمبر – خوليو حلاق Mayor of La Plata ‏.
- 10 ديسمبر – خوليو كوبوس والي مندوسا [الإنجليزية]‏.
- 10 ديسمبر – كريستينا فرنانديز دي كيرشنر السيدة الأولى للأرجنتين [الإنجليزية]‏، عضو مجلس الشيوخ الأرجنتيني.
- 10 ديسمبر – نيستور كيرشنير رئيس الأرجنتين.

## رياضة
- 1 يناير – رالي الأرجنتين 2007

## برامج ومسلسلات وأنمي
- مرناة للتماثل
- لولا

## وفيات

### يونيو
- 13 يونيو – نيستور روسي (مواليد 1925) لاعب كرة قدم أرجنتيني.
- 15 يونيو – هوغو كورو (مواليد 1953) ملاكم أرجنتيني.

### ديسمبر
- 2 ديسمبر – نيلي لوبيز (مواليد 1925) ممثلة أرجنتينية.